# Wijken en buurten in Stede Broec
De Nederlandse gemeente Stede Broec is voor statistische doeleinden onderverdeeld in wijken en buurten. De gemeente is verdeeld in de volgende statistische wijken:
- Wijk 00 (CBS-wijkcode:053200)
- Wijk 01 (CBS-wijkcode:053201)

Een statistische wijk kan bestaan uit meerdere buurten. Onderstaande tabel geeft de buurtindeling met kentallen volgens het Centraal Bureau voor de Statistiek (2008):
| CBS-buurtcode | Buurtnaam                  | Inwonertal | Opp. totaal (ha) | Opp. land (ha) | Ligging                |
| ------------- | -------------------------- | ---------- | ---------------- | -------------- | ---------------------- |
| BU05320000    | Centrum Grootebroek        | 3760       | 421              | 405            | Locatie in de gemeente |
| BU05320001    | Lutjebroek                 | 2230       | 253              | 222            | Locatie in de gemeente |
| BU05320002    | Kloosterhof en-Oostersluis | 4180       | 291              | 281            | Locatie in de gemeente |
| BU05320100    | Rozeboom                   | 2540       | 359              | 348            | Locatie in de gemeente |
| BU05320101    | Broekerhaven               | 850        | 53               | 50             | Locatie in de gemeente |
| BU05320102    | Plan Zuid en Princenhof    | 5360       | 130              | 123            | Locatie in de gemeente |
| BU05320103    | Bovenkarspel - Centrum     | 2450       | 53               | 50             | Locatie in de gemeente |